# 茴藿香
茴藿香（学名：Agastache foeniculum）为唇形科藿香屬下的一个种。多年生草本植物，植株高度约35-80cm，叶片为狭长心形，花色呈紫色或白色。

## 扩展阅读
- 維基物種上的相關：茴藿香